# Nikita Najdienow
Nikita Iwanowicz Najdienow (ros. Никита Иванович Найдёнов; ur. 6 kwietnia 1892 – zm. 19 września 1961) – rosyjski łyżwiarz szybki, brązowy medalista mistrzostw świata i Europy.

## Kariera
Pierwszy sukces w karierze Nikita Najdienow osiągnął w lutym 1913 roku, kiedy zdobył brązowy medal podczas mistrzostw Europy w Sankt Petersburgu. Wygrał tam bieg na 10 000 m, był trzeci na 1500 m, czwarty na 5000 m i piąty na 500 m. Wyprzedzili go tylko jego rodak, Wasilij Ippolitow oraz Oscar Mathisen z Norwegii. Miesiąc później trzecie miejsce zajął na wielobojowych mistrzostwach świata w Helsinkach, ponownie przegrywając Mathisenem i Ippolitowem. Najlepszym wynikiem Najdienowa było tam trzecie miejsce w biegu na 1500 m, w pozostałych biegach plasował się poza podium. Wziął również udział w mistrzostwach świata w Oslo w 1914 roku, gdzie zajął czwarte miejsce, przegrywając walkę o medal z Väinö Wickströmem. W żadnym z biegów nie stanął tam na podium, najlepszy wynik osiągając na dystansie 10 000 m, gdzie był czwarty.
Wielokrotnie zdobywał mistrzostwo Rosji i ZSRR w wieloboju, w tym złote a w latach 1913 i 1922.
Walczył w I wojnie światowej, został odznaczony Orderem Czerwonego Sztandaru.
Pochowany na Cmentarzu Nowodziewiczym w Moskwie.